# Lorenzo Cibo de’ Mari
Lorenzo Cibo de’ Mari (* 1450 oder 1451 in Genua; † 21. Dezember 1503 in Rom) war ein italienischer Geistlicher, Erzbischof von Benevent und Kardinal der Römischen Kirche.

## Leben

### Herkunft und frühe Jahre
Er entstammte der Adelsfamilie De Marj und war der natürliche Sohn von Maurizio Cibo, Gouverneur von Spoleto, mit einer Spanierin. Sein Vater war der Bruder des Papstes Innozenz VIII. Spätere Kardinäle aus derselben Familie waren Innocenzo Cibo, Alderano Cibo und Camillo Cibo.
Zunächst Kastellan der Engelsburg, wurde Lorenzo Cibo de’ Mari 1481 Domkapitular der Vatikanischen Basilika, kurz darauf auch Apostolischer Protonotar. Später war er Kommendatarabt verschiedener Klöster.

### Bischof und Kardinal
Papst Innozenz VIII. ernannte ihn am 5. Dezember 1485 zum Erzbischof von Benevent und spendete ihm am 28. März des folgenden Jahres in der päpstlichen Kapelle im Vatikan die Bischofsweihe; Mitkonsekratoren waren Ardicino della Porta, Bischof von Aléria, und Antonio Gentile Pallavicini, Bischof von Orense.
Im Konsistorium vom 9. März 1489 erhob sein Onkel ihn zum Kardinal. Den Kardinalshut erhielt Lorenzo Cibo de’ Mari am 14. März desselben Jahres, und am 23. März 1489 wurde er Kardinalpriester mit Santa Susanna als Titelkirche. Am 29. August 1490 zum Administrator von Vannes ernannt, behielt er diese Position bis zu seinem Tode bei. Am 14. März 1491 optierte er zur Titelkirche San Marco und nahm seine Wohnung in dem Palast, der an diese Kirche angrenzt. Von Januar 1492 bis 1493 war er Kämmerer des Heiligen Kardinalskollegiums. Lorenzo Cibo de’ Mari war Teilnehmer des Konklave 1492, bei dem Papst Alexander VI. gewählt wurde und sprach sich offen gegen die Intrigen aus, die zur Wahl des Kardinals Borgia führten. Daher bedrohte ihn der neugewählte Pontifex mit der Amtsenthebung als Kardinal. Auf Anregung seines Onkels hin hatte Lorenzo Cibo de’ Mari in der Vatikanbasilika von Antonio Pollaiuolo eine Kapelle mit einem bronzenen Grabmal für Innozenz VIII. errichten lassen. Dort wurde auch die „Longinuslanze“ aufbewahrt, die Sultan Bayezid II. aus Konstantinopel jenem Papst als Geschenk gesandt hatte. Die Kapelle wurde 1606 beim Umbau des Petersdoms abgebrochen und das Ziborium mit der „Longinuslanze“ wurde in die Krypta der Papstbasilika verbracht.
Am 31. Dezember 1494 fand Lorenzo Cibo de’ Mari sich in Ponte Molle bei der Begrüßung König Karls VIII. von Frankreich ein. Er ging mit Alexander VI. am 27. Mai 1495 nach Orvieto und kehrte am 27. Juni 1495 nach Rom zurück. Am 9. Dezember 1497 erhielt er in commendam die Titelkirche Santa Cecilia, die er bis zum September 1500 behielt.

### Letzte Jahre und Tod
Lorenzo Cibo de’ Mari optierte am 14. Mai 1501 für die Kardinalsklasse der Kardinalbischöfe und den suburbikarischen Bischofssitz von Albano, behielt jedoch San Marco als Titelkirche in commendam. Als Administrator des Bistums Noli nahm er am ersten Konklave von 1503 teil, das Papst Pius III. wählte. Desgleichen war er Teilnehmer des zweiten Konklave in demselben Jahr, aus dem Julius II. als Papst hervorging. Am 29. November 1503 entschied er sich für den suburbikarischen Bischofssitz von Palestrina.
Kaum einen Monat später starb Lorenzo Cibo de’ Mari im 53. Lebensjahr stehend. Beigesetzt wurde er in der römischen Kirche Santa Maria del Popolo. Er vermachte seine liturgischen Gewänder und seine Bibliothek testamentarisch dem Bistum Palestrina.